# Tales of Arise
Tales of Arise (яп. テイルズ オブ アライズ, Teiruzu obu Araizu) ist ein  japanisches Computer-Rollenspiel, dessen Veröffentlichung am 10. September 2021 stattfand. Es ist der siebzehnte Teil der Hauptserie Tales und wurde von Bandai Namco entwickelt und veröffentlicht. Ursprünglich sollte das Spiel 2020 für Windows, PlayStation 4 und Xbox One erscheinen, doch aufgrund der COVID-19-Pandemie wurde der Release auf das folgende Jahr verschoben. Die Hauptfiguren des Spiels sind Vertreter zweier fiktiver Welten, Dahna und Rena – ein Mann namens Alphen und eine Frau namens Shionne.
Tales of Arise wurde mit der Unreal Engine 4 entwickelt. Das Entwicklerteam bestand sowohl aus Spezialisten, die an früheren Teilen der Serie gearbeitet hatten, als auch aus neuen Mitarbeitern. Zu den Schöpfern gehörte erneut der Artdirector Minoru Iwamoto, der zuvor an Tales of Zestiria und Tales of Berseria mitgewirkt hatte. Eines der Hauptziele der Entwickler war es, der Tales-Reihe neues Leben einzuhauchen.

## Beschreibung
Wie die vorherigen Spiele der Serie ist Tales of Arise ein Action-Rollenspiel, das das Linear-Motion-Kampfsystem verwendet. Laut den Entwicklern wurden jedoch einige Änderungen am gewohnten Gameplay vorgenommen, deren genaue Natur nicht offengelegt wurde. Nach Angaben der Verantwortlichen wird das Kampfsystem einen starken Fokus auf das Ausweichen von Angriffen und Gegenangriffe legen, ähnlich wie in Tales of Graces (2009), das genau für diesen Aspekt gelobt wurde. Im Gegensatz zu vielen früheren Teilen wird es in Tales of Arise keinen Mehrspielermodus geben, da sich die Entwickler auf die Interaktionen zwischen den Spielfiguren konzentrieren wollten. In Arise wird ein neuer Mechanismus namens „Boost Strike“ eingeführt, der es mehreren Gruppenmitgliedern ermöglicht, gemeinsam eine mächtige Angriffskombination auszuführen.
Die Handlung von Tales of Arise spielt in einem fiktiven Universum, das in zwei Welten unterteilt ist: die mittelalterliche Welt Dahna und die technologisch fortgeschrittene Welt Rena. Dank ihrer Technologie und fortgeschrittenen Magie herrschte Rena lange Zeit über Dahna, plünderte dessen Ressourcen und verschleppte die Bewohner in die Sklaverei. Die Hauptfiguren sind Alphen (ein Bewohner von Dahna) und Shionne (eine Frau aus Rena), die gemeinsam auf Reisen gehen.

## Entwicklung
Tales of Arise wurde offiziell auf der E3 2019 angekündigt, obwohl Informationen über das neue Spiel der Serie bereits einige Tage vor der Veranstaltung ins Internet gelangt waren. Ursprünglich war geplant, das Spiel 2020 für Microsoft Windows, PlayStation 4 und Xbox One zu veröffentlichen. Aufgrund der COVID-19-Pandemie wurde der Release jedoch auf den 10. September 2021 verschoben. Kommentar
Laut dem Produzenten Yusuke Tomizawa begann die Entwicklung von Arise noch vor der Ankündigung der erweiterten Version von Tales of Vesperia im Jahr 2018. Das Spiel wurde zunächst unter dem Codenamen Arise entwickelt, da das Ziel des Teams darin bestand, die über viele Jahre in der Tales-Franchise verwendete Formel zu analysieren und zu verbessern. Der endgültige Name des Spiels basiert auf diesem Codenamen; er spiegelt nicht nur das Hauptthema des Spiels wider, sondern auch die Absichten des Entwicklerteams. Während frühere Spiele der Serie mit eigenen Engines entwickelt wurden, wurde Arise mit der Unreal Engine 4 erstellt, was eine deutliche Verbesserung der Grafik ermöglichte. Charaktermodelle und Animationen wurden ebenfalls überarbeitet, um ein Qualitätsniveau zu erreichen, das mit dem von 3D-Filmen vergleichbar ist. Im Gegensatz zu seinem Vorgänger, der für Konsolen verschiedener Generationen (PlayStation 3 und PlayStation 4) erschien, wurde Arise ausschließlich für moderne Plattformen entwickelt. Tomizawa betonte, dass das Team zwar die internationale Zielgruppe im Blick hatte, jedoch auch die japanischen Fans nicht außer Acht ließ.
Tales of Arise wurde von Bandai Namco Studios entwickelt. Zum Team gehörten sowohl Veteranen, die bereits an Tales of Phantasia gearbeitet hatten, als auch neue Mitarbeiter, die ein Interesse an der Serie mitbrachten. Die Position des Art Directors und Charakterdesigners wurde erneut von Minoru Iwamoto übernommen, der bereits an Tales of Berseria und Tales of Zestiria mitgearbeitet hatte. Zum ersten Mal in der Geschichte der Franchise wurden beide Positionen von einer einzigen Person besetzt – eine bewusste Entscheidung von Bandai Namco, um die Themen und den künstlerischen Stil des Spiels zu vereinheitlichen. Das Design der Spielwelt ist düsterer als das der vorherigen Spiele der Serie. Dies geschah nicht nur, um die Weiterentwicklung der Franchise voranzutreiben, sondern auch, um den westlichen Markt stärker anzusprechen. Trotz des offensichtlichen Schwerpunkts auf 3D-Grafik enthält Arise weiterhin zweidimensionale Anime-Sequenzen, wie sie in früheren Teilen zu finden waren. Diese Sequenzen wurden erneut von Ufotable erstellt. Der Soundtrack wurde von Motoi Sakuraba komponiert.

## Rezeption
Tales of Arise erhielt zum allergrößten Teil positive Bewertungen. Die Rezensionsdatenbank Metacritic aggregiert 78 Rezensionen der PlayStation-5-Version zu einem Mittelwert von 87, die Wertungen für die weiteren Plattformen weichen teilweise nur um wenige Punkte ab.